# Нова-Капела
Но́ва-Ка́пела — община в жупании Брод-Посавина, в Республике Хорватии. В области насчитывается 5118 человек. Область возглавляет Йосип Бенич из Хорватского демократического содружества.

## Физико-географическая характеристика
Община Нова-Капела находится в южной части Славонии. Политически принадлежит жупании Брод-Посавина. С географической точки зрения, выделяются три части: северная, гористая на южных склонах Пожешкой горы, центральная, расположенная рядом с автомобильной дорогой Нова-Градишка-Славонски-Брод. В этой центральной части наблюдается и самая большая плотность населения. Третьей частью общины является равнинная, простирающаяся вплоть до реки Савы, то есть до границы с Боснией и Герцеговиной.